# Niederedlitz
Niederedlitz (früher auch Unteredlitz) ist eine Ortschaft und eine Katastralgemeinde der Marktgemeinde Thaya im Bezirk Waidhofen an der Thaya im niederösterreichischen Waldviertel mit 158 Einwohnern (Stand 1. Jänner 2024).

## Geografie
Das rechts der Thaya gelegene Dorf befindet sich nördlich des Gemeindehauptortes in einer nach Westen exponierten Lage. Die Zwettler Straße führt durch den Ort und kreuzt hier die Landesstraße L8164. Zur Ortschaft zählt auch die Prüllmühle. Am 1. April 2020 umfasste die Ortschaft 82 Adressen.

## Geschichte
Der Ort wurde erstmals 1230 urkundlich erwähnt. Das ursprünglich als Linsenangerdorf angelegte Dorf entwickelte sich durch weitere Verbauung zu einem Doppelstraßendorf. Im 15. Jahrhundert wurde vermutlich ein Adelssitz errichtet, der aber nicht mehr erhalten ist. Im Bauernaufstand 1596/97 wurden die hiesigen Bauern Georg Leydl und Martin Hiersch als Aufrührer zum Tod verurteilt und zwischen dem Kloster und der Stadt Zwettl an einen Baum gehängt. 1618 verkaufte Hans Wenzel von Peuger eine Hälfte der Burg und baute im Dorf ein neues Schloss, das vermutlich südlich der Ortskapelle lag. Um 1730 soll auf den Grundmauern dieses Schlosses eine Schule und ein Bauernhaus erbaut worden sein, das weiterhin „Schlössl“ genannt wurde.
Die Ortsbevölkerung bestand aus acht Kleinhäuslern, einigen Handwerkern und sehr gut bestifteten Landbauern, schrieb Schweickhardt im 19. Jahrhundert, die auf ihren Äckern gute Erfolge erzielten und auch über eine herzeigbare Viehwirtschaft verfügten. Im Jahr 1822 wurde der Ort als Dorf mit 50 Häusern genannt, das nach Thaya eingepfarrt war, wohin auch die Kinder eingeschult wurden. Die Herrschaft Waidhofen an der Thaya besaß die Ortsobrigkeit, übte die Landgerichtsbarkeit aus, besorgte die Konskription und verfügte über sämtliche Untertanen und Grundholde des Ortes. Laut Adressbuch von Österreich waren im Jahr 1938 in der Ortsgemeinde Niederedlitz ein Gastwirt, zwei Gemischtwarenhändler, eine Mühle, ein Sägewerk mit Elektrizitätswerk, ein Schmied, zwei trafikanten, ein Tischler und zahlreiche Landwirte ansässig.

## Persönlichkeiten
- Franz Žak (1917–2004), Diözesanbischof von St. Pölten, wurde hier geboren